# Douce-amère
Pour les articles homonymes, voir Douce amère.
Solanum dulcamara
Espèce
Classification APG III (2009)
La Douce-amère ou Morelle douce-amère (Solanum dulcamara) est une plante vivace de la famille des Solanacées.

## Étymologie
Solanum pourrait dériver du latin sol, « soleil », sans qu'on en connaisse la raison car les espèces ne sont pas connues pour être héliophiles. Une autre hypothèse est qu'il vienne du latin solari, « soulager », en référence aux propriétés émollientes et adoucissantes des racines.
Le nom vernaculaire de morelle vient du latin médiéval maurella, littéralement « petit maure », en référence à la baie noire comme un Maure de Solanum nigrum.
Le qualificatif de douce amère traduit « la sensation que l'on ressent si l'on mâche les fruits ou les tiges : saveur initialement douce (qui lui a valu cet autre surnom de « réglisse sauvage ») puis rapidement amère par la présence de solanine ».

## Description

### Appareil végétatif
Cette Morelle est un sous-arbrisseau buissonnant à souche rampante et tiges ligneuses qui peuvent atteindre jusqu'à 3 mètres et demi de longueur et s'élever au-dessus du sol avec l'aide d'un support, ses rameaux volubiles lui permettant de s'agripper aux arbres et arbustes de son entourage. Les feuilles caduques sont pétiolées, plus ou moins velues, de couleur vert foncé, alternes. Elles sont entières à la base ou à trois lobes au sommet de la tige (avec les deux segments latéraux plus courts). La forme du limbe denté est assez variable, au point que cinq variétés sont citées par Bonnier.

### Appareil reproducteur
La floraison s'étendant d'août à octobre, il arrive de pouvoir observer sur un même plant des fleurs violettes aux étamines jaunes et, selon leur degré de maturité, de jeunes fruits allant du vert à l'orange et au rouge. Les fleurs (12 à 20 mm de diamètre) sont regroupées en une inflorescence particulière (10 à 20 fleurs), une cyme bipare. Les fruits sont des baies toxiques contenant 15 à 20 graines aplaties, beiges. La toxicité due à la solanine est concentrée dans les tiges, les feuilles et surtout les fruits. Le niveau de toxicité peut s'atténuer avec la fin de la saison, ce qui permet à certains volatiles de se nourrir des dernières baies encore accrochées l'hiver venu. La Douce-amère est une plante dont l'ornithochorie est accusée (dispersion des graines par les fientes d'oiseaux).

## Propriétés
L'ingestion des baies provoquerait douleurs abdominales, vomissements et céphalées. Le fruit vert est très riche en alcaloïdes (solasodine, soladulcidine... jusqu'à plus de 0,5 % du poids sec) qui disparaîtraient en grande partie lors de la maturation, ce qui expliquerait le fait que les intoxications graves sont rares.
La présence de saponines a également été signalée.
De nombreux ouvrages (surtout anciens) considèrent les baies comme très dangereuses. D'après des enquêtes récentes auprès des centres antipoison (Bruneton 2001), ces baies sont toxiques, mais moins dangereuses qu'on ne le dit généralement (sauf quand elles sont vertes).
Plante dépurative par excellence pour les problèmes de peau (dermatoses diverses), elle aurait aussi une action contraceptive chez la femme, associée à une action emménagogue.

## Caractéristiques

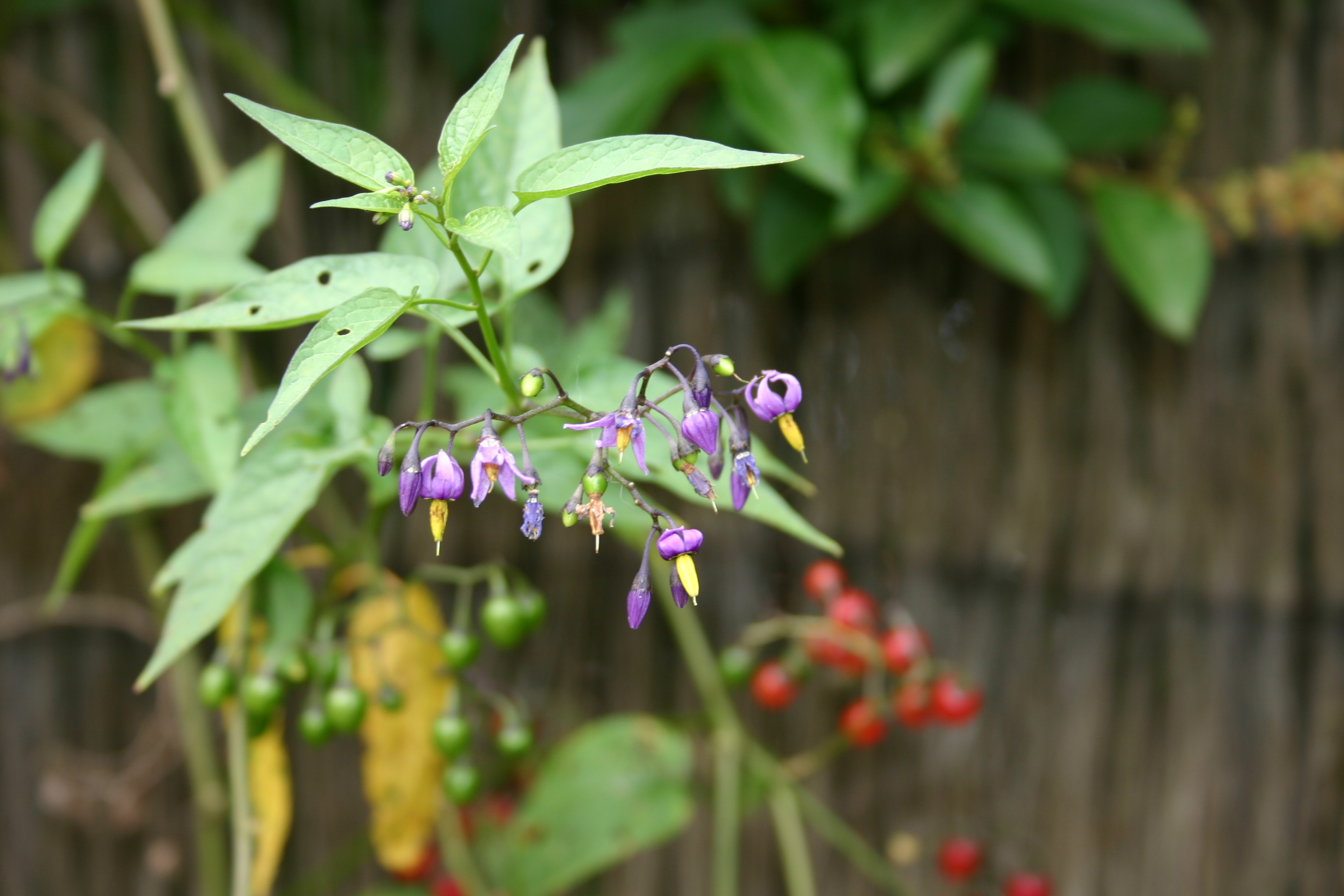
Douce-amère

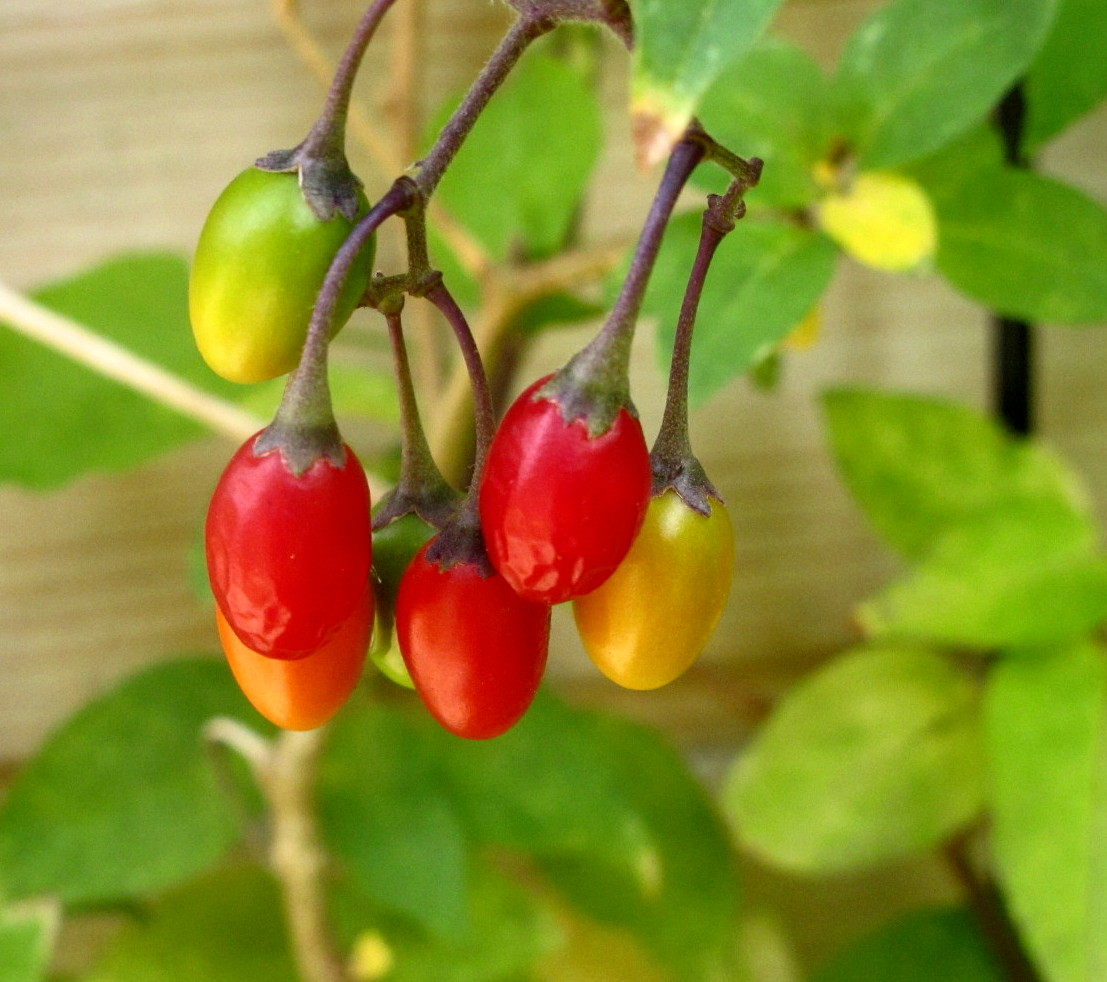
Douce-amère - Fruits

- Organes reproducteurs :
  - Type d'inflorescence : cyme bipare
  - Répartition des sexes : hermaphrodite
  - Type de pollinisation : entomogame
  - Période de floraison : juin à septembre
- Graine :
  - Type de fruit : baie
  - Mode de dissémination : endozoochore
- Habitat et répartition :
  - Habitat type : roselières et grandes cariçaies eurasiatiques
  - Aire de répartition : eurasiatique méridional

Données d'après: Julve, Ph., 1998 ff. - Baseflor. Index botanique, écologique et chorologique de la flore de France. Version : 23 avril 2004. 